# Hesson
Hesson ou Esson († 1133), bienheureux, bénédictin de l'abbaye d'Hirschau dans la Bavière en Allemagne sous saint Guillaume ; il fut envoyé en 1085 comme premier abbé de Beinwil, dans le diocèse de Bâle.
Fête le 27 décembre.